# Canthium tavoyanum
Canthium tavoyanum là một loài thực vật có hoa trong họ Thiến thảo. Loài này được (R.Parker) Merr. mô tả khoa học đầu tiên năm 1954.